# زین‌العابدین قیامی
زین‌العابدین قیامی (به ترکی آذربایجانی: Zeynalabidin Qiyami , فارسی: زین‌العابدین قیامی؛ متولد ۱۸۹۱ در اهر - درگذشت در باکو) سیاستمدار و حقوقدان ایرانی آذربایجانی بود. جعفر پیشه‌وری با تشکیل حکومت خودمختار آذربایجان، وی را در سال ۱۹۴۵، به‌عنوان رئیس دادگاه عالی حکومت خودمختار آذربایجان منصوب کرد.